# Eviota
Eviota hay còn gọi là cá bống lùn là một chi của Họ Cá bống trắng, đây là chi cá với đặc trưng gồm các loài cá bống cỡ nhỏ.

## Các loài
Chi này hiện hành có các loài sau đây được ghi nhận:
- Eviota abax (D. S. Jordan & Snyder, 1901)
- Eviota afelei D. S. Jordan & Seale, 1906 (Afele's dwarfgoby)
- Eviota albolineata S. L. Jewett & Lachner, 1983 (Spotted fringe-fin dwarfgoby) [1]
- Eviota algida D. W. Greenfield & Erdmann, 2014 (Upwelling dwarfgoby) [2]
- Eviota ancora D. W. Greenfield & T. Suzuki, 2011 [3]
- Eviota aquila D. W. Greenfield & S. L. Jewett, 2014 (Dark dwarfgoby) [4]
- Eviota asymbasia D. W. Greenfield & S. L. Jewett, 2016 (Inconsistent dwarfgoby) [5]
- Eviota atriventris D. W. Greenfield & T. Suzuki, 2012 (Black-belly dwarfgoby) [6]
- Eviota bifasciata Lachner & Karnella, 1980 (Two-stripe dwarfgoby)
- Eviota bilunula D. W. Greenfield & T. Suzuki, 2016 (Crescent dwarfgoby) [7]
- Eviota bimaculata Lachner & Karnella, 1980 (Two-spot fringe-fin dwarfgoby)
- Eviota bipunctata D. W. Greenfield & S. L. Jewett, 2016 [5]
- Eviota brahmi D. W. Greenfield & Tornabene, 2014 (Brahm's dwarfgoby) [8]
- Eviota cometa S. L. Jewett & Lachner, 1983 (Comet dwarfgoby)
- Eviota deminuta Tornabene, Ahmadia & J. T. Williams, 2013 (Diminutive dwarfgoby) [9]
- Eviota disrupta Karnella & Lachner, 1981
- Eviota distigma D. S. Jordan & Seale, 1906 (Distigma dwarfgoby)
- Eviota dorsimaculata Tornabene, Ahmadia & J. T. Williams, 2013 (Dorsal-spot dwarfgoby) [9]
- Eviota dorsogilva D. W. Greenfield & J. E. Randall, 2011 (Cream-back dwarfgoby) [10]
- Eviota dorsopurpurea D. W. Greenfield & J. E. Randall, 2011 (Purple dwarfgoby) [10]
- Eviota epiphanes O. P. Jenkins, 1903 (Divine dwarfgoby)
- Eviota epistigmata D. W. Greenfield & S. L. Jewett, 2014 (Twin-spot dwarfgoby) [4]
- Eviota erdmanni Tornabene & D. W. Greenfield, 2016 (Erdmann's dwarfgoby) [11]
- Eviota eyreae D. W. Greenfield & J. E. Randall, 2016 (Eyre's dwarfgoby) [12]
- Eviota fallax D. W. Greenfield & G. R. Allen, 2012 (Twin dwarfgoby) [13]
- Eviota fasciola Karnella & Lachner, 1981 (Barred dwarfgoby)
- Eviota filamentosa T. Suzuki & D. W. Greenfield, 2014 (Thread-fin dwarfgoby) [14]
- Eviota flavipinnata T. Suzuki, D. W. Greenfield & Motomura, 2015 (Yellow-fin dwarfgoby) [15]
- Eviota flebilis D. W. Greenfield, T. Suzuki & Shibukawa, 2014 (Tearful dwarfgoby) [16]
- Eviota geminata D. W. Greenfield & Bogorodsky, 2014 (Geminate dwarfgoby) [17]
- Eviota guttata Lachner & Karnella, 1978 (Spotted dwarfgoby) [1]
- Eviota herrei D. S. Jordan & Seale, 1906 (Herre's dwarfgoby)
- Eviota hinanoae Tornabene, Ahmadia & J. T. Williams, 2013 (Hinano's dwarfgoby) [9]
- Eviota hoesei A. C. Gill & S. L. Jewett, 2004 (Doug's dwarfgoby)
- Eviota indica Lachner & Karnella, 1980
- Eviota infulata (J. L. B. Smith, 1957) (Epaulet dwarfgoby)
- Eviota inutilis Whitley, 1943 (Chest-spot dwarfgoby)
- Eviota irrasa Karnella & Lachner, 1981 (Unpolished dwarfgoby)
- Eviota japonica S. L. Jewett & Lachner, 1983
- Eviota jewettae D. W. Greenfield & R. Winterbottom, 2012 (Jewett's dwarfgoby) [18]
- Eviota karaspila D. W. Greenfield & J. E. Randall, 2010 (Eastern head-spot dwarfgoby) [19]
- Eviota kermadecensis Hoese & A. L. Stewart, 2012 [20]
- Eviota korechika Shibukawa & T. Suzuki, 2005 (Korechika's dwarfgoby)
- Eviota lachdeberei Giltay, 1933 (Red-light dwarfgoby)
- Eviota lacrimae Sunobe, 1988
- Eviota lacrimosa Tornabene, Ahmadia & J. T. Williams, 2013 (Weeping dwarfgoby) [9]
- Eviota lateritea D. W. Greenfield & R. Winterbottom, 2016 (Laterite dwarfgoby) [21]
- Eviota latifasciata S. L. Jewett & Lachner, 1983 (Brown-banded dwarfgoby)
- Eviota maculibotella D. W. Greenfield & R. Winterbottom, 2016 (Spotted-dick dwarfgoby) [21]
- Eviota masudai Matsuura & Senou, 2006
- Eviota melanosphena D. W. Greenfield & S. L. Jewett, 2016 (Wedge dwarfgoby) [22]
- Eviota melasma Lachner & Karnella, 1980 (Head-spot dwarfgoby)
- Eviota mikiae G. R. Allen, 2001 (White-line dwarfgoby)
- Eviota mimica D. W. Greenfield & J. E. Randall, 2016 (Mimic dwarfgoby) [12]
- Eviota minuta D. W. Greenfield & S. L. Jewett, 2014 (Minute dwarfgoby) [23]
- Eviota monostigma Fourmanoir, 1971 (Single-spot dwarfgoby)
- Eviota natalis G. R. Allen, 2007 (Christmas dwarfgoby)
- Eviota nebulosa J. L. B. Smith, 1958 (Nebulous dwarfgoby)
- Eviota nigramembrana D. W. Greenfield & T. Suzuki, 2013 (Black-bar dwarfgoby) [24]
- Eviota nigripinna Lachner & Karnella, 1980
- Eviota nigrispina D. W. Greenfield & T. Suzuki, 2010 (Black-spine dwarfgoby) [25]
- Eviota nigriventris Giltay, 1933 (Red-belly dwarfgoby) [8]
- Eviota notata D. W. Greenfield & S. L. Jewett, 2012 (Bar-head dwarfgoby) [26]
- Eviota occasa D. W. Greenfield, R. Winterbottom & T. Suzuki, 2014 (Sunset dwarfgoby) [27]
- Eviota ocellifer Shibukawa & T. Suzuki, 2005
- Eviota oculopiperita D. W. Greenfield & Bogorodsky, 2014 (Peppermint-eye dwarfgoby) [17]
- Eviota pamae G. R. Allen, Brooks & Erdmann, 2013 [28]
- Eviota pardalota Lachner & Karnella, 1978 (Leopard dwarfgoby)
- Eviota partimacula J. E. Randall, 2008
- Eviota pellucida Larson, 1976 (Neon dwarfgoby)
- Eviota pinocchioi D. W. Greenfield & R. Winterbottom, 2012 (Pinocchio dwarfgoby) [18]
- Eviota piperata D. W. Greenfield & R. Winterbottom, 2014 (Peppered dwarfgoby) [29]
- Eviota prasina (Klunzinger, 1871) (Green dwarfgoby)
- Eviota prasites D. S. Jordan & Seale, 1906 (Hair-fin dwarfgoby)
- Eviota pseudostigma Lachner & Karnella, 1980
- Eviota punctulata S. L. Jewett & Lachner, 1983 (Dotted dwarfgoby)
- Eviota punyit Tornabene, Valdez & Erdmann, 2016 [30]
- Eviota queenslandica Whitley, 1932 (Queensland dwarfgoby)
- Eviota raja G. R. Allen, 2001 (King dwarfgoby)
- Eviota randalli D. W. Greenfield, 2009 (Randall's dwarfgoby)
- Eviota readerae A. C. Gill & S. L. Jewett, 2004 (Sally's dwarfgoby)
- Eviota richardi D. W. Greenfield & J. E. Randall, 2016 (Rick's dwarfgoby) [12]
- Eviota rubra D. W. Greenfield & J. E. Randall, 1999
- Eviota rubriceps D. W. Greenfield & S. L. Jewett, 2011 (Red-headed dwarfgoby) [31]
- Eviota rubriguttata D. W. Greenfield & T. Suzuki, 2011 [3]
- Eviota rubrimaculata T. Suzuki, D. W. Greenfield & Motomura, 2015 (Red-spot dwarfgoby) [15]
- Eviota rubrisparsa D. W. Greenfield & J. E. Randall, 2010 (Red-speckled dwarfgoby) [1]
- Eviota saipanensis Fowler, 1945
- Eviota santanai D. W. Greenfield & Erdmann, 2013 (Santana's dwarfgoby) [32]
- Eviota sebreei D. S. Jordan & Seale, 1906 (Striped dwarfgoby)
- Eviota shibukawai T. Suzuki & D. W. Greenfield, 2014 (Shibukawa's dwarfgoby) [14]
- Eviota shimadai D. W. Greenfield & J. E. Randall, 2010 (Shimada's dwarfgoby) [1]
- Eviota sigillata S. L. Jewett & Lachner, 1983 (Adorned dwarfgoby)
- Eviota singula D. W. Greenfield & R. Winterbottom, 2016 (One-spot dwarfgoby) [21]
- Eviota smaragdus D. S. Jordan & Seale, 1906 (Emerald dwarfgoby)
- Eviota sodwanaensis D. W. Greenfield & R. Winterbottom, 2016 (Sodwana dwarfgoby) [33]
- Eviota sparsa S. L. Jewett & Lachner, 1983 (Speckled dwarfgoby)
- Eviota specca D. W. Greenfield, T. Suzuki & Shibukawa, 2014 [16]
- Eviota spilota Lachner & Karnella, 1980 (Spotted-fin dwarfgoby)
- Eviota springeri D. W. Greenfield & S. L. Jewett, 2012 (Springer's dwarfgoby) [26]
- Eviota storthynx (Rofen, 1959) (Storthynx dwarfgoby)
- Eviota susanae D. W. Greenfield & J. E. Randall, 1999
- Eviota teresae D. W. Greenfield & J. E. Randall, 2016 (Terry's dwarfgoby) [12]
- Eviota tetha D. W. Greenfield & Erdmann, 2014 (Tetha's dwarfgoby) [34]
- Eviota thamani D. W. Greenfield & J. E. Randall, 2016 (Thaman's dwarfgoby) [12]
- Eviota tigrina D. W. Greenfield & J. E. Randall, 2008
- Eviota toshiyuki D. W. Greenfield & J. E. Randall, 2010 [1]
- Eviota variola Lachner & Karnella, 1980 (Fin-spot dwarfgoby)
- Eviota winterbottomi D. W. Greenfield & J. E. Randall, 2010 (Dusky-bar dwarfgoby) [1]
- Eviota zebrina Lachner & Karnella, 1978 (Zebra dwarfgoby)
- Eviota zonura D. S. Jordan & Seale, 1906 (Zoned dwarfgoby)